# Saverne
Saverne (Duits: Zabern) is een gemeente in het Franse departement Bas-Rhin. De gemeente ligt 40 km ten noordwesten van Straatsburg, aan het Marne-Rijnkanaal. Saverne telde op 1 januari 2022 11.323 inwoners.

## Geschiedenis
Saverne werd gesticht door de Romeinen als Tres Tabernae. Het lag aan een Romeinse heerbaan nabij drie taveernes. De stad werd verwoest in 335 door de Alemannen en dertig jaar later heropgebouwd tijdens de regering van keizer Julianus I.
In de middeleeuwen was Saverne een leengoed van de bisschoppen van Metz, en vanaf de dertiende eeuw tot de achttiende eeuw van de bisschoppen van Straatsburg. Kardinaal de Rohan, bisschop van Straatsburg bouwde er aan het eind van de achttiende eeuw een paleis in classicistische stijl, het tegenwoordige Château de Rohan.
In 1913, toen de Elzas bij het Duitse Keizerrijk hoorde, vond er in Saverne een incident plaats tussen een Duits officier en Fransgezinde Savernois. Deze officier betitelde de plaatselijke bevolking als Wackes, een bekend scheldwoord in deze regio voor "zwervers", "tuig". Dit leidde tot rellen, arrestaties en uiteindelijk het ontslag van de burgemeester en een veroordeling van de houding van het leger in de Reichstag. Tot aan de Tweede Wereldoorlog kende Saverne een belangrijke joodse gemeenschap.

## Geografie
De oppervlakte van Saverne bedroeg op 1 januari 2022 26,01 vierkante kilometer; de bevolkingsdichtheid was toen 435,3 inwoners per km². De stad ligt in de Beneden-Elzas op 187 meter hoogte aan de voet van de Vogezen, het Marne-Rijnkanaal en aan de rivier de Zorn.
De onderstaande kaart toont de ligging van Saverne met de belangrijkste infrastructuur en aangrenzende gemeenten.

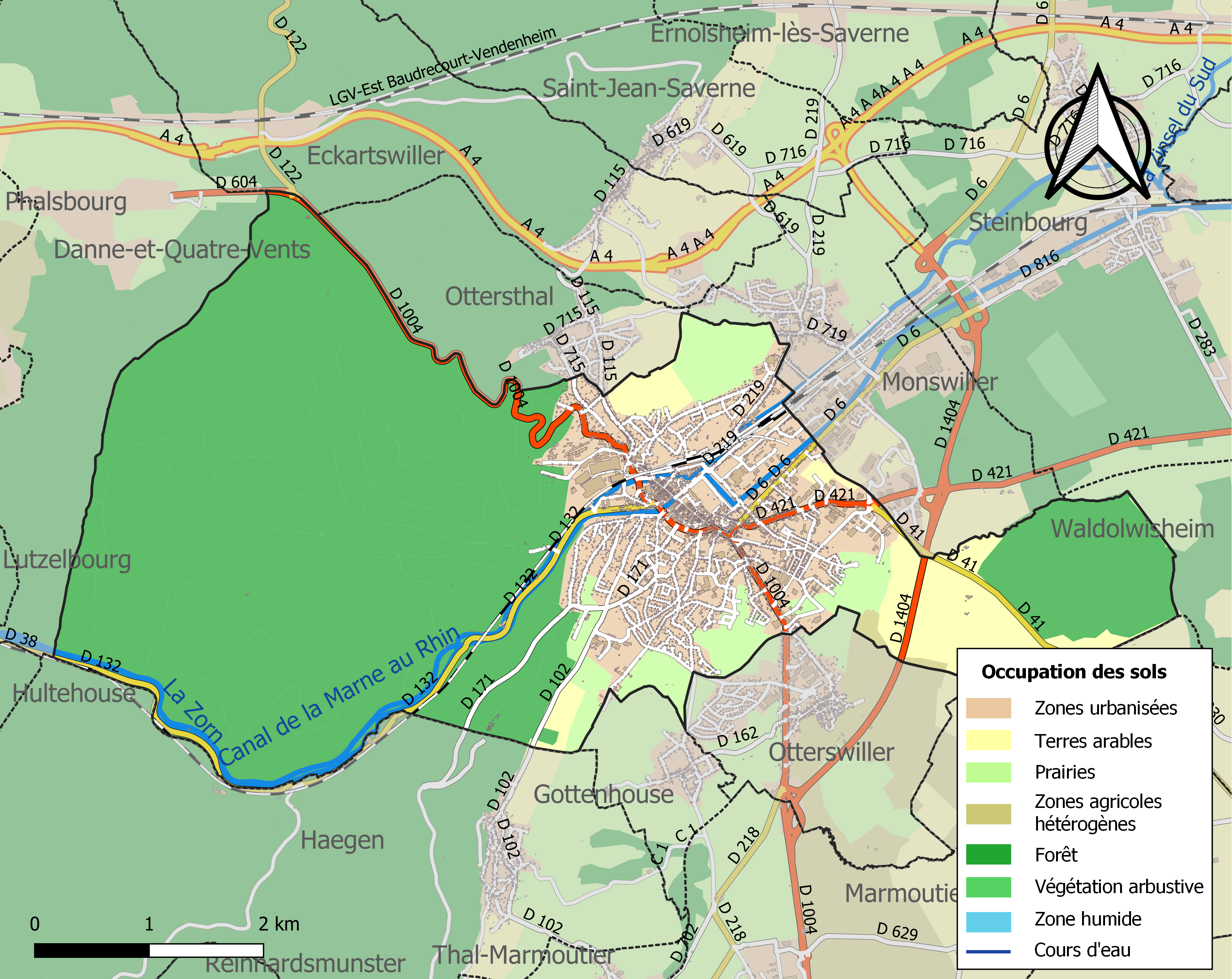

## Bezienswaardigheden

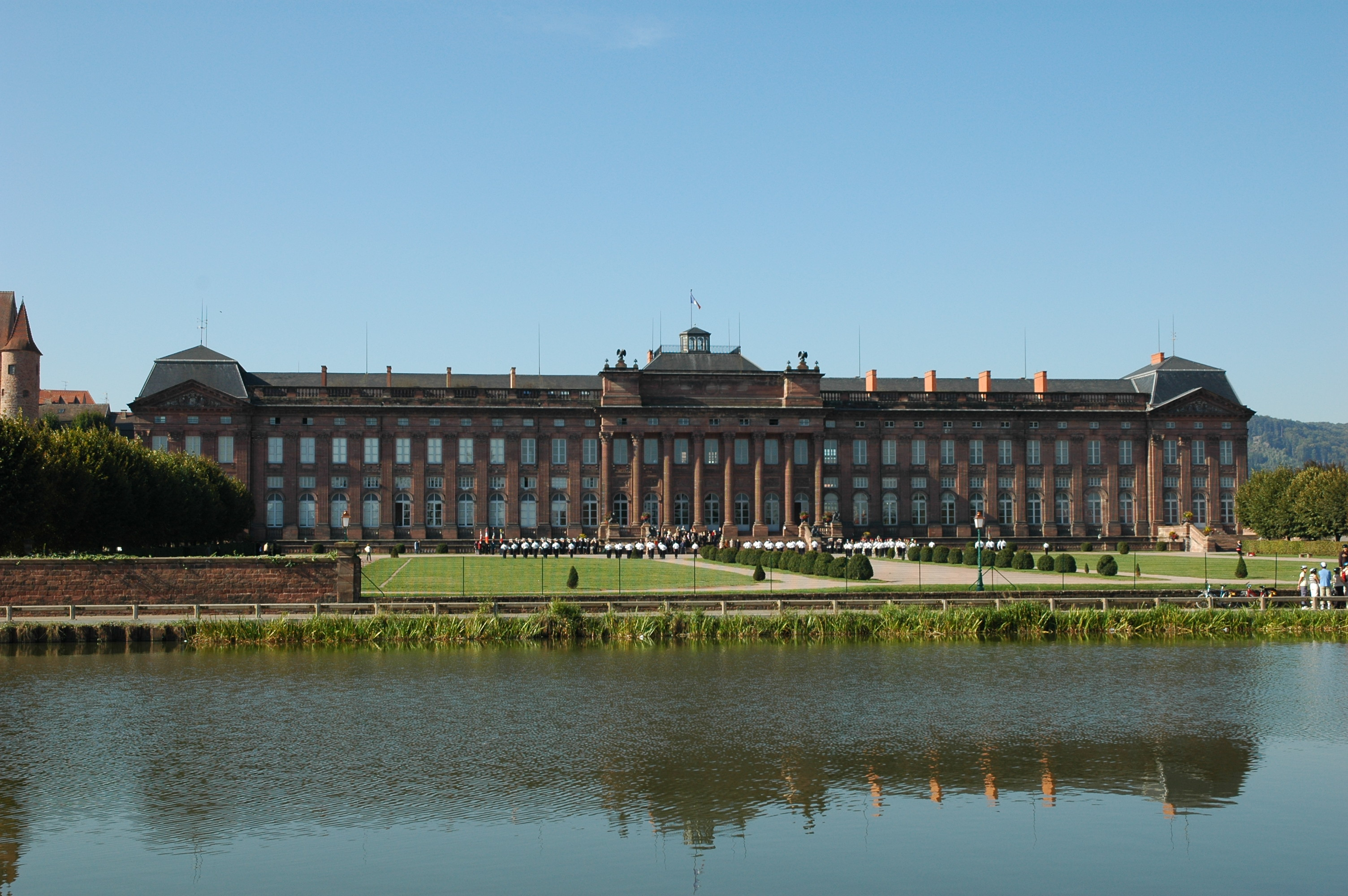
Château Rohan Saverne
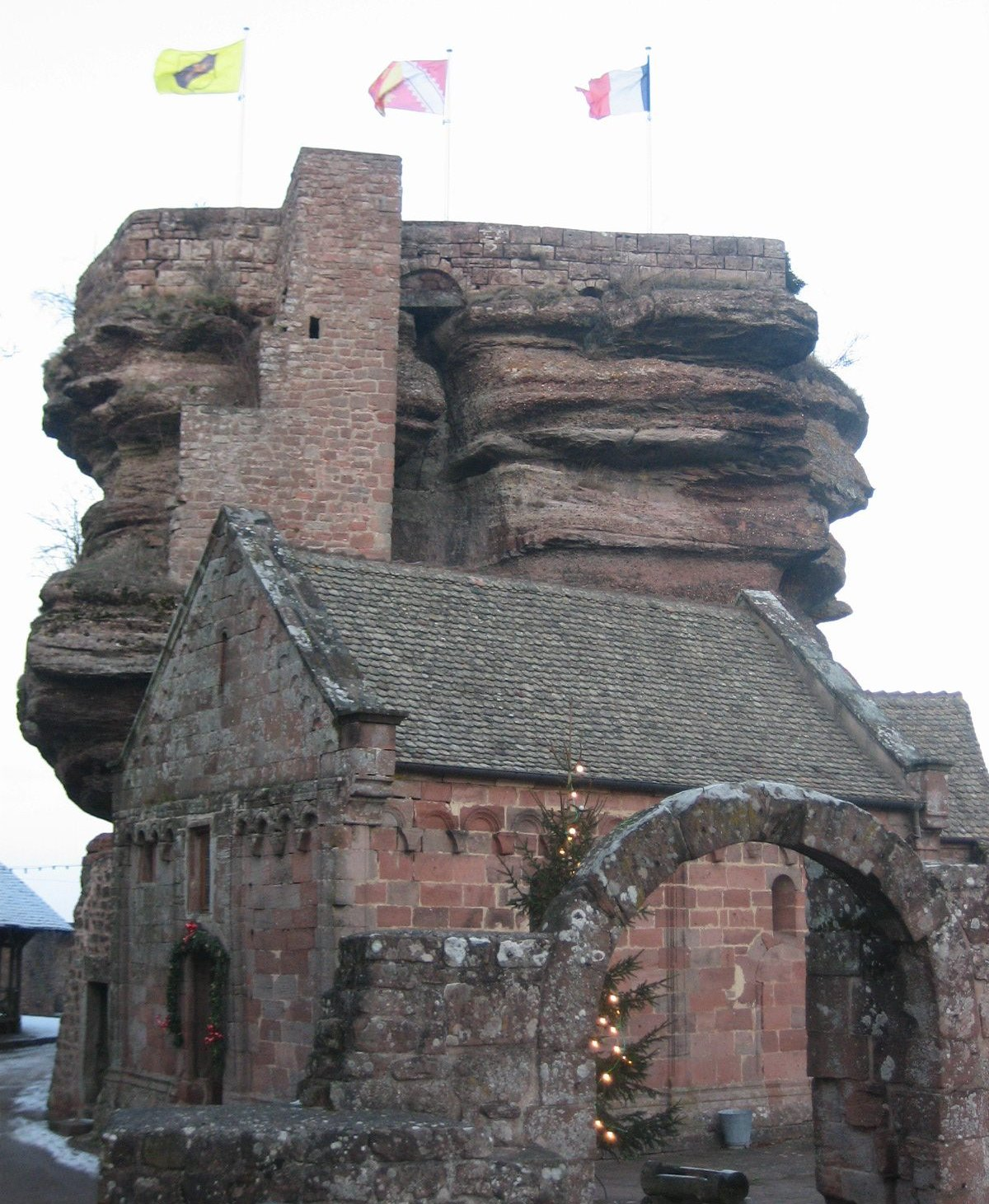
Haut-Barr
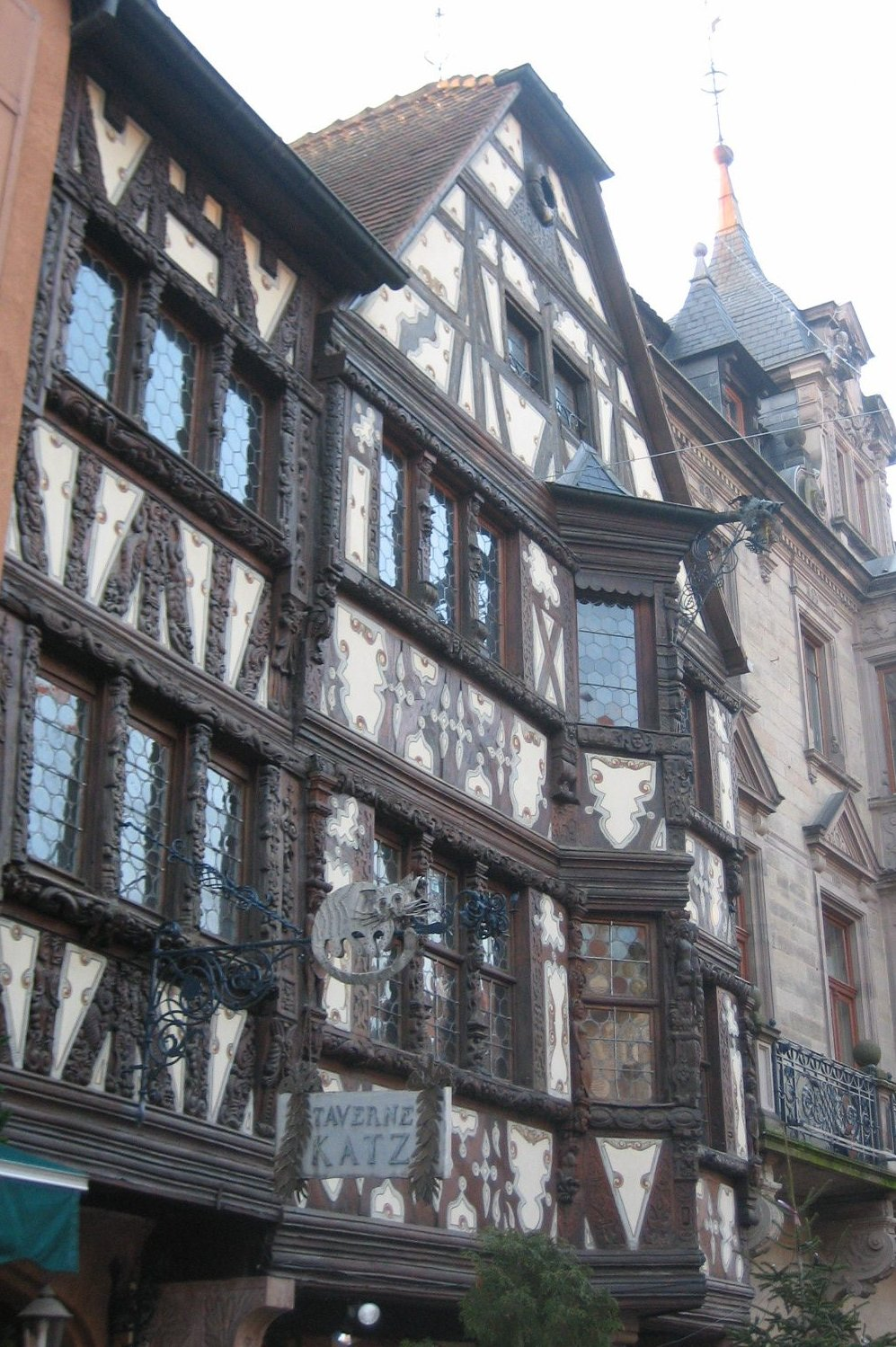
Vakwerkhuizen
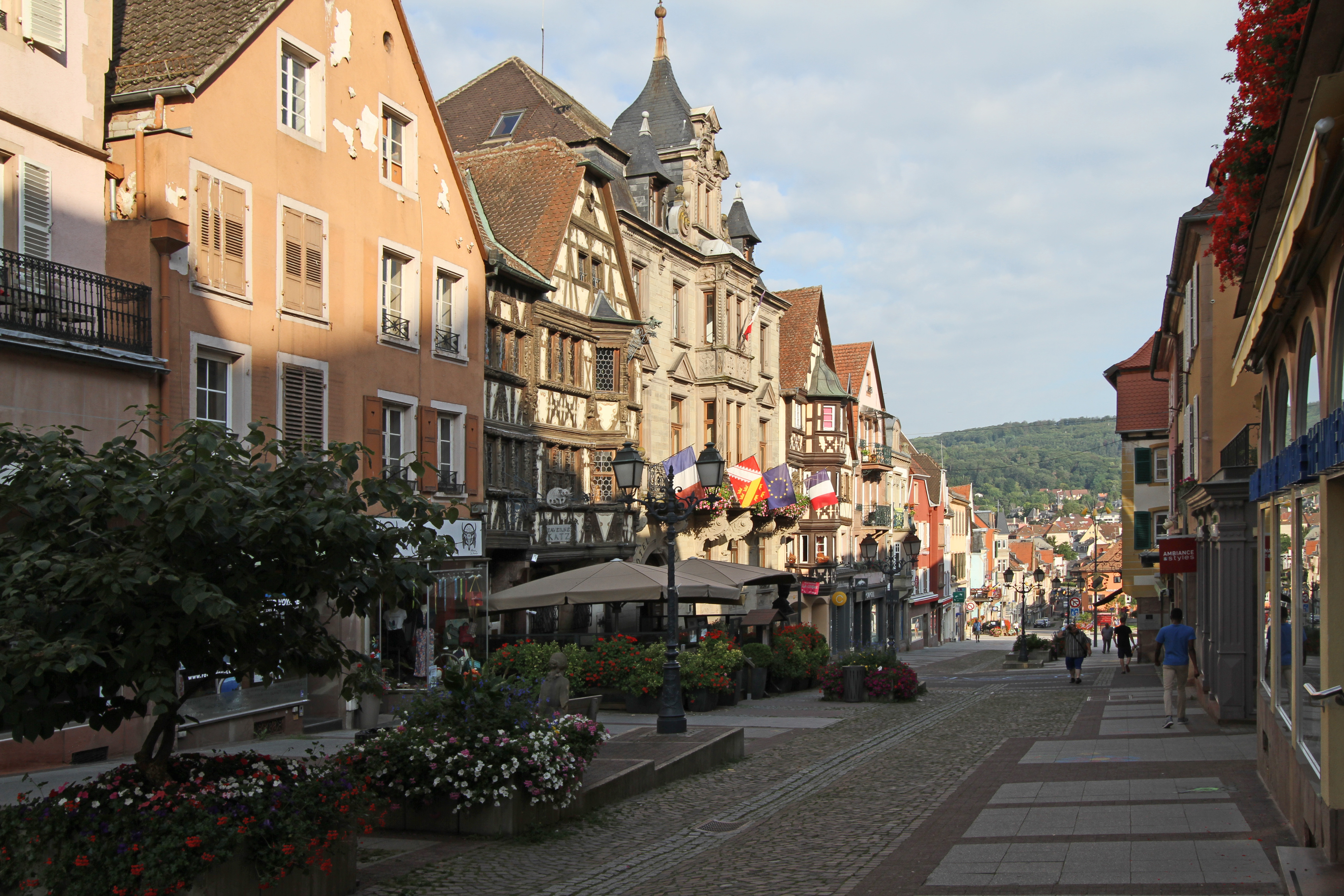
Grand'Rue
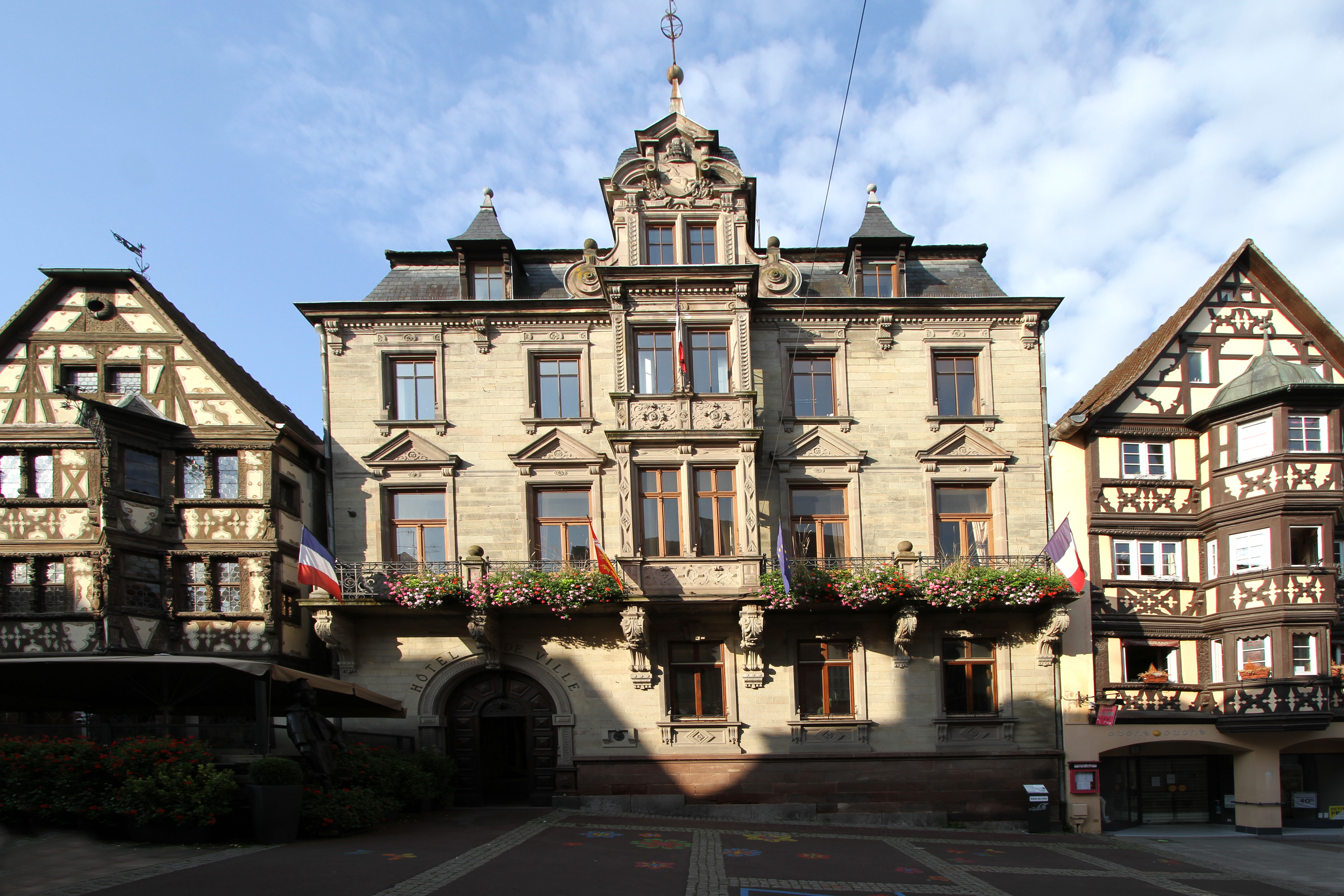
Stadhuis
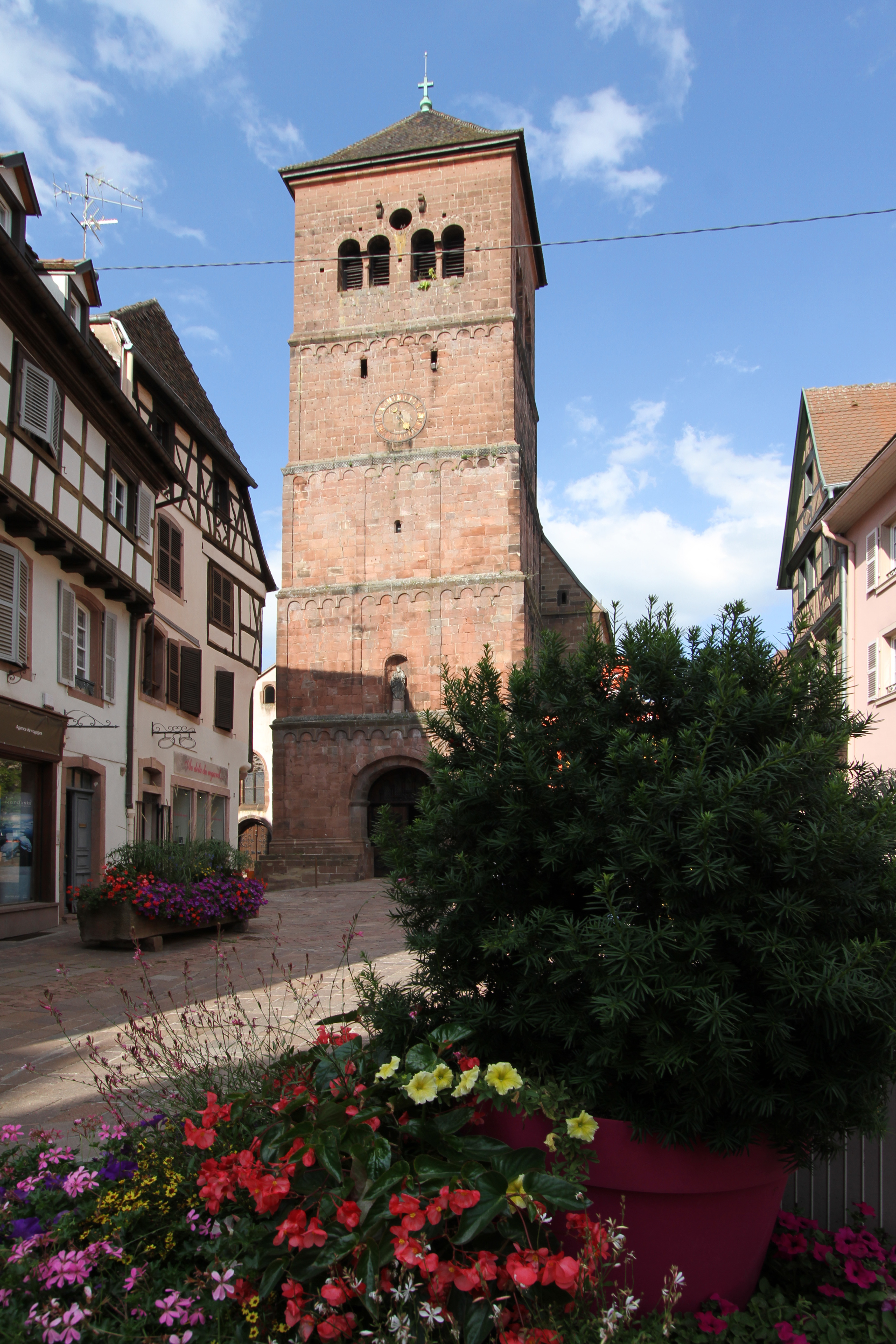
Notre Dame de Saverne
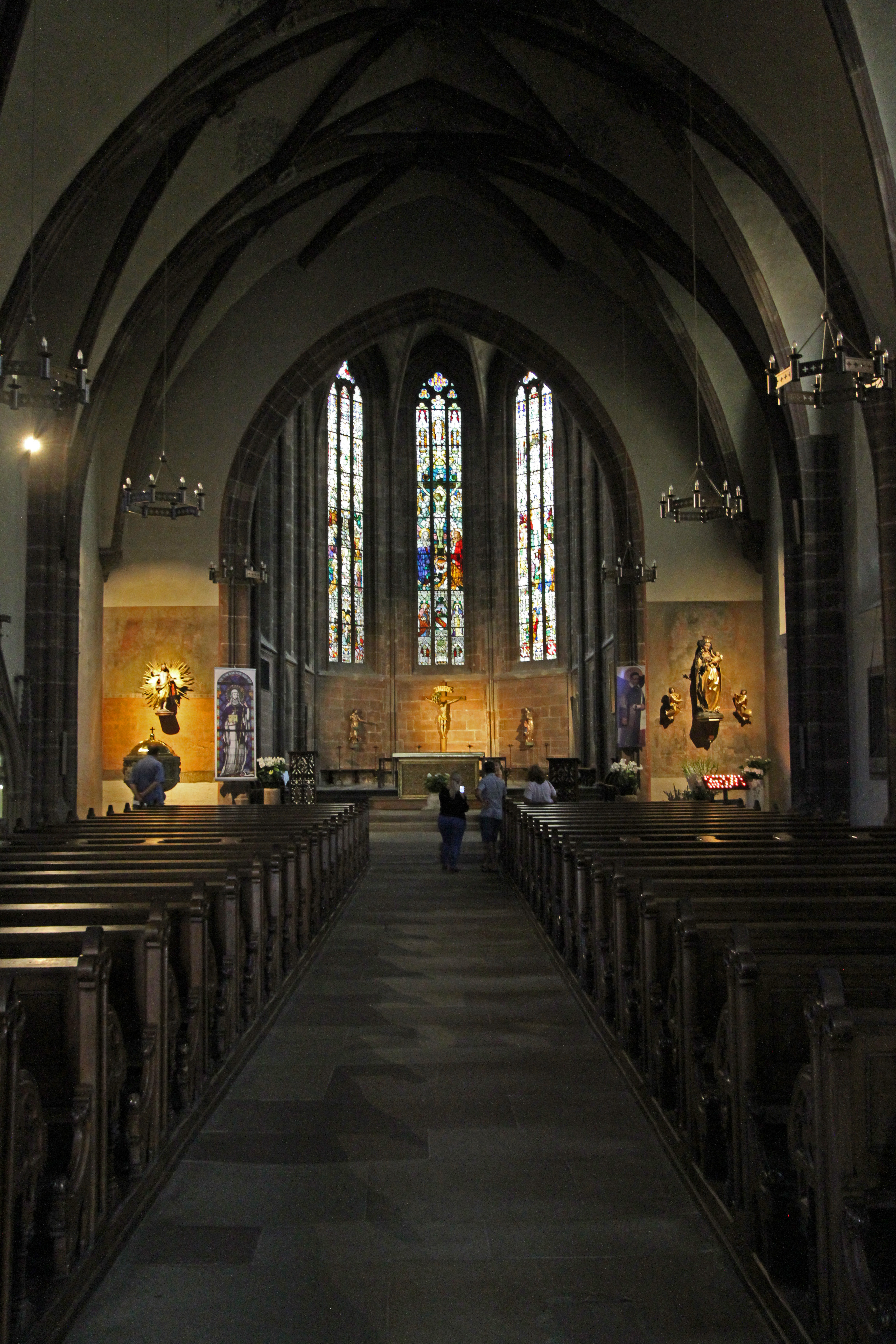
Notre Dame de Saverne
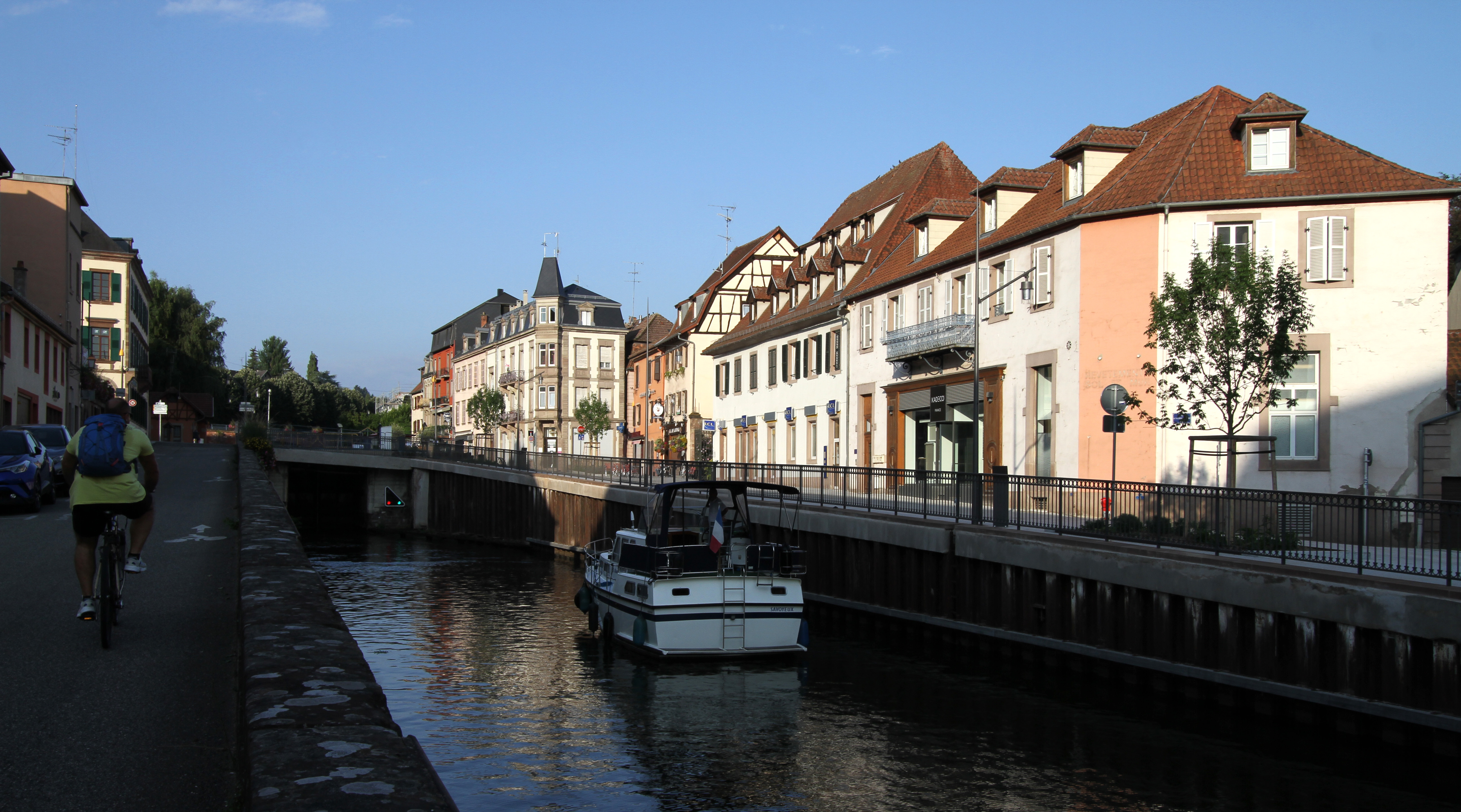
Rijn-Marnekanaal
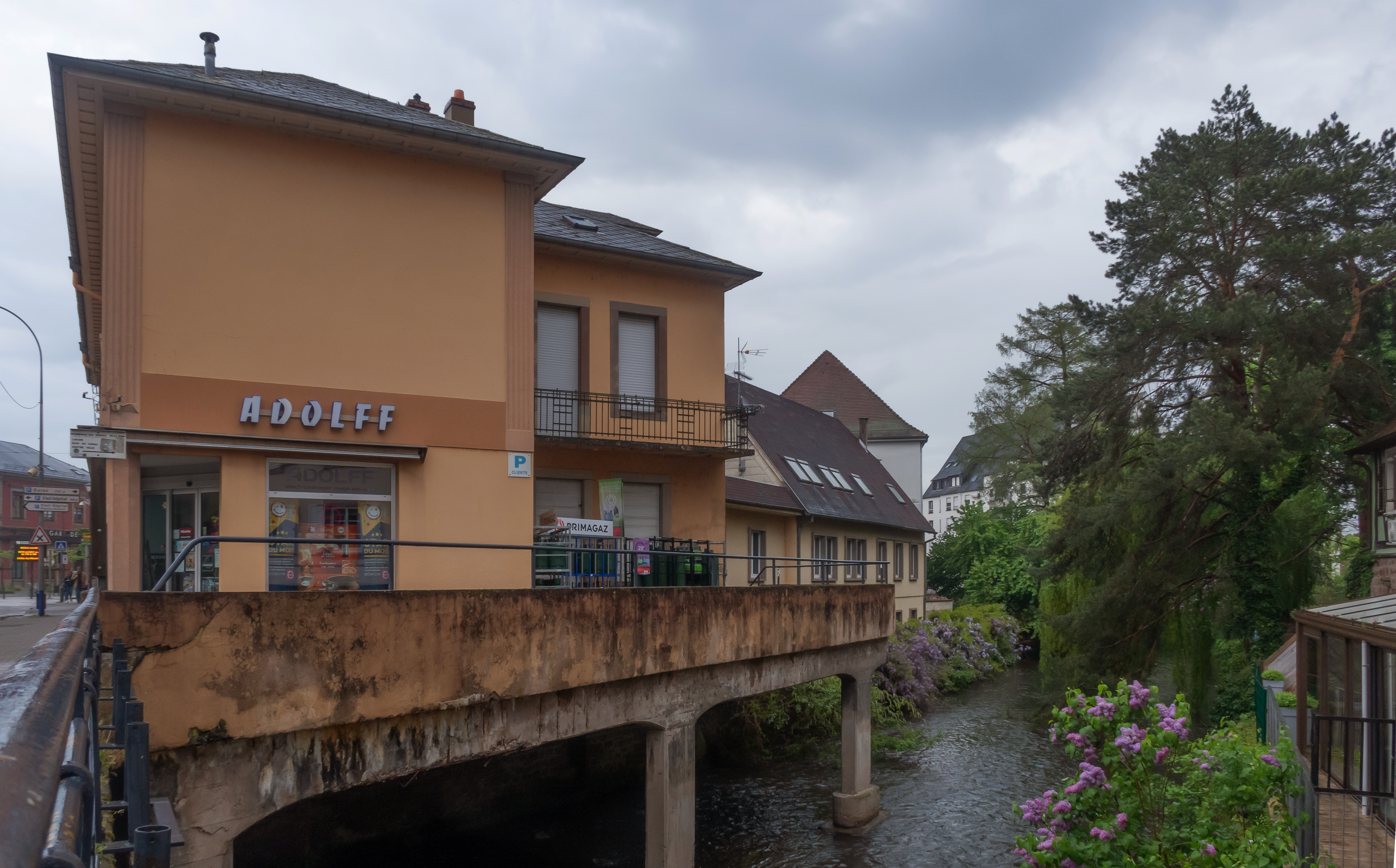
Winkel aan de Zorn (voormalig hotel restaurant de la Poste)
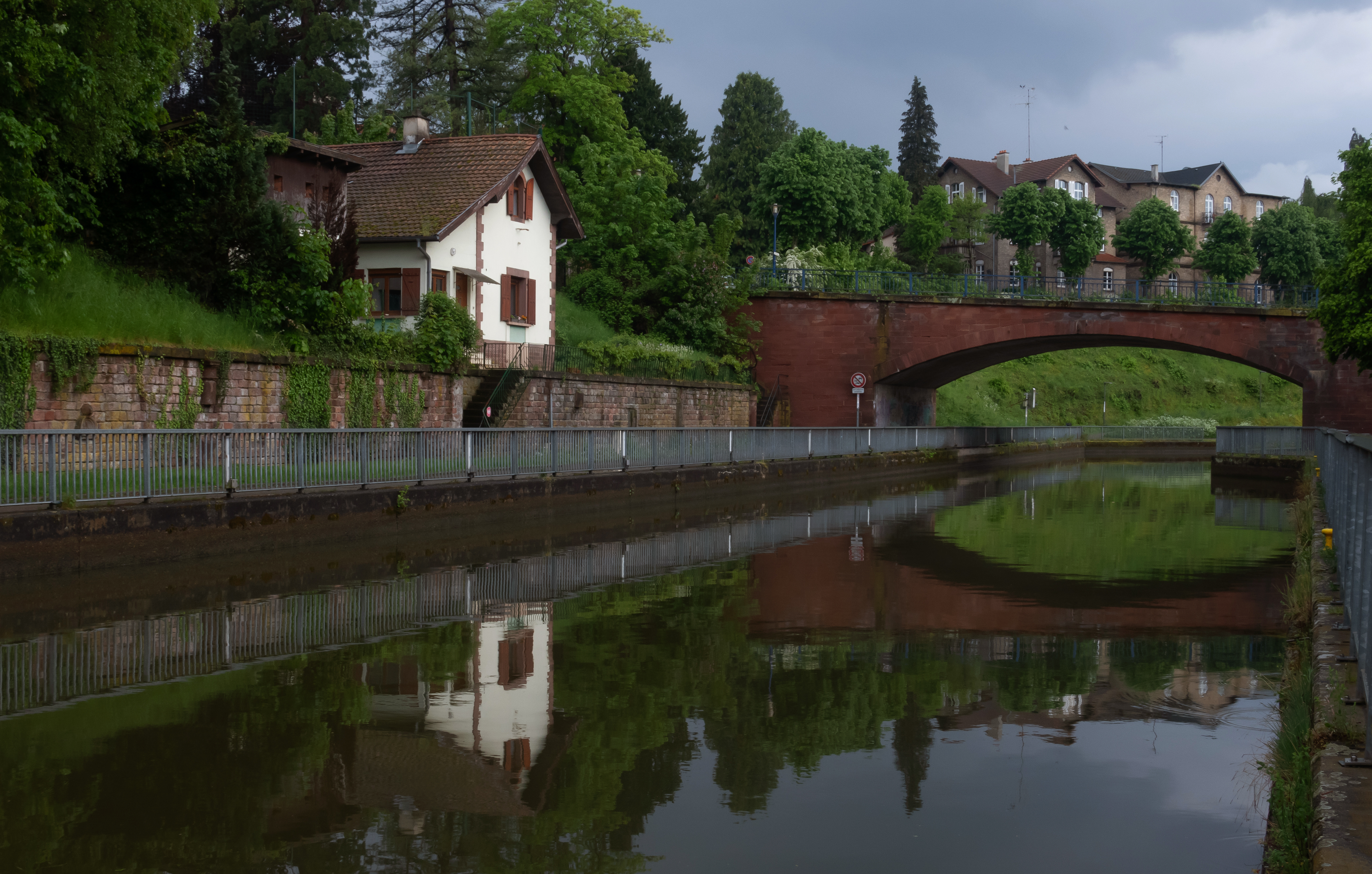
Straatzicht: Quai de l'École

## Demografie
Onderstaande figuur toont het verloop van het inwoneraantal van Saverne vanaf 1962.

## Verkeer en vervoer
In de gemeente staat het spoorwegstation Saverne.

## Geboren in
- Jacob Libermann (1802-1852), stichter van een rooms-katholieke missieorde